# Cristina Pozzobon

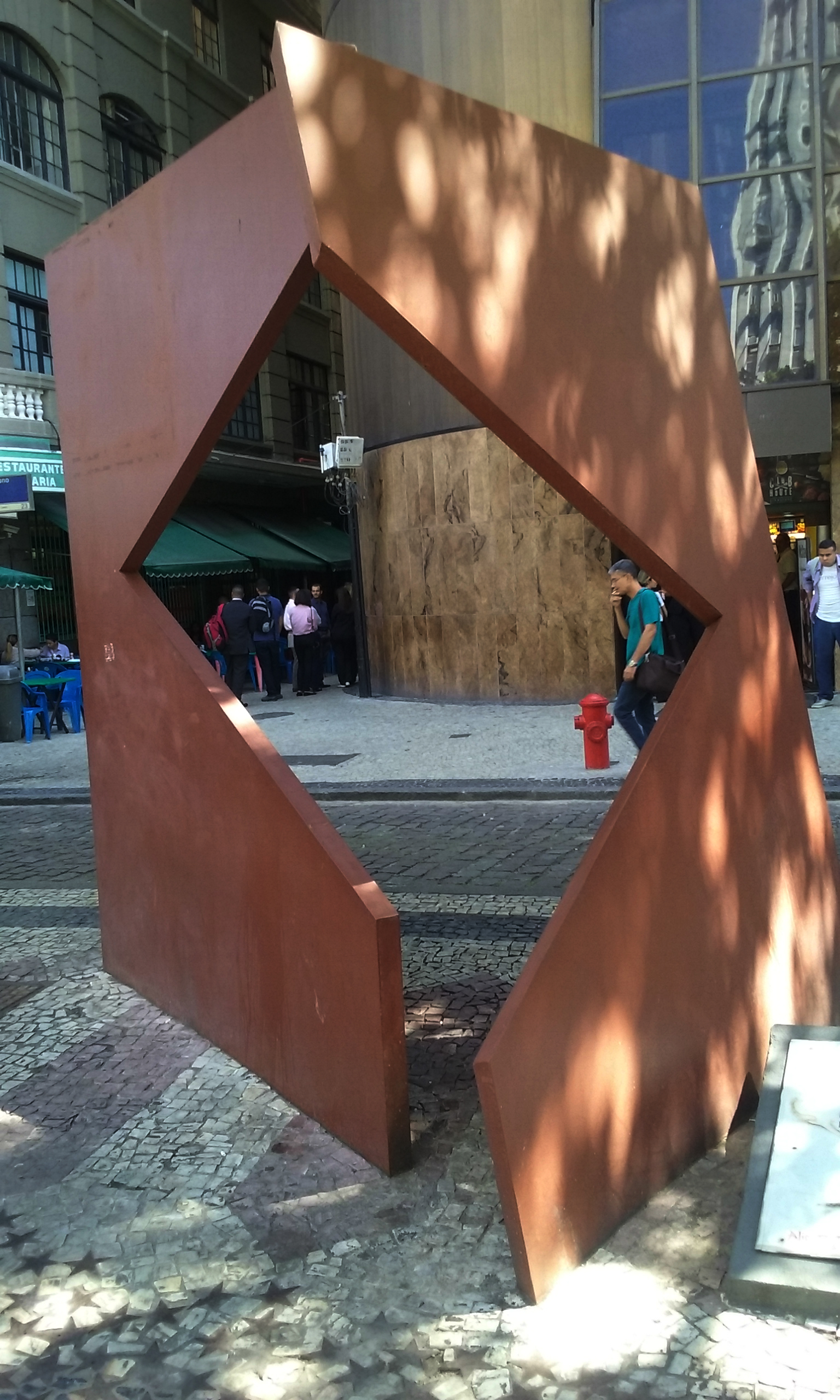
Monumento al "Nunca Más", instalado en Cinelândia, centro de Río de Janeiro, representando una bandera de Brasil partida

Cristina Pozzobon (Terra Boa, 10 de enero de 1961) es una periodista, diseñadora y escultora brasileña.
Hija de un agricultor y una ama de casa, a los diez años fue a vivir con los tíos en Santa Maria. Se formó en Artes plásticas por la Universidad Federal de Santa María (UFSM) en 1984, mudándose enseguida a Porto Alegre. 
Creó la serie "Monumento al Nunca Más", un conjunto de esculturas en memoria de las víctimas de la dictadura militar en Brasil. Las piezas fueron instaladas en locales públicos en Río de Janeiro, Osasco, Florianópolis, Recife, Brasilia, Ibiúna, Curitiba, Belo Horizonte, e Ipatinga.
Fundó en 2000 la ONG Alice (Agencia Libre para Información, Ciudadanía y Educación), responsable por el periódico Boca callejera, hecho por habitantes callejeros de Porto Alegre.